# Anne Morlot
Anne Morlot (ur. 3 sierpnia 1975) – francuska judoczka. Mistrzyni świata w drużynie w 2006. Startowała w Pucharze Świata w latach 1998–2001, 2003, 2006 i 2007. Złota medalistka mistrzostw Europy w drużynie w 2000 i srebrna w 2006. Wicemistrzyni Francji w 1998 i 2006 roku.